# Orlatalbrücke

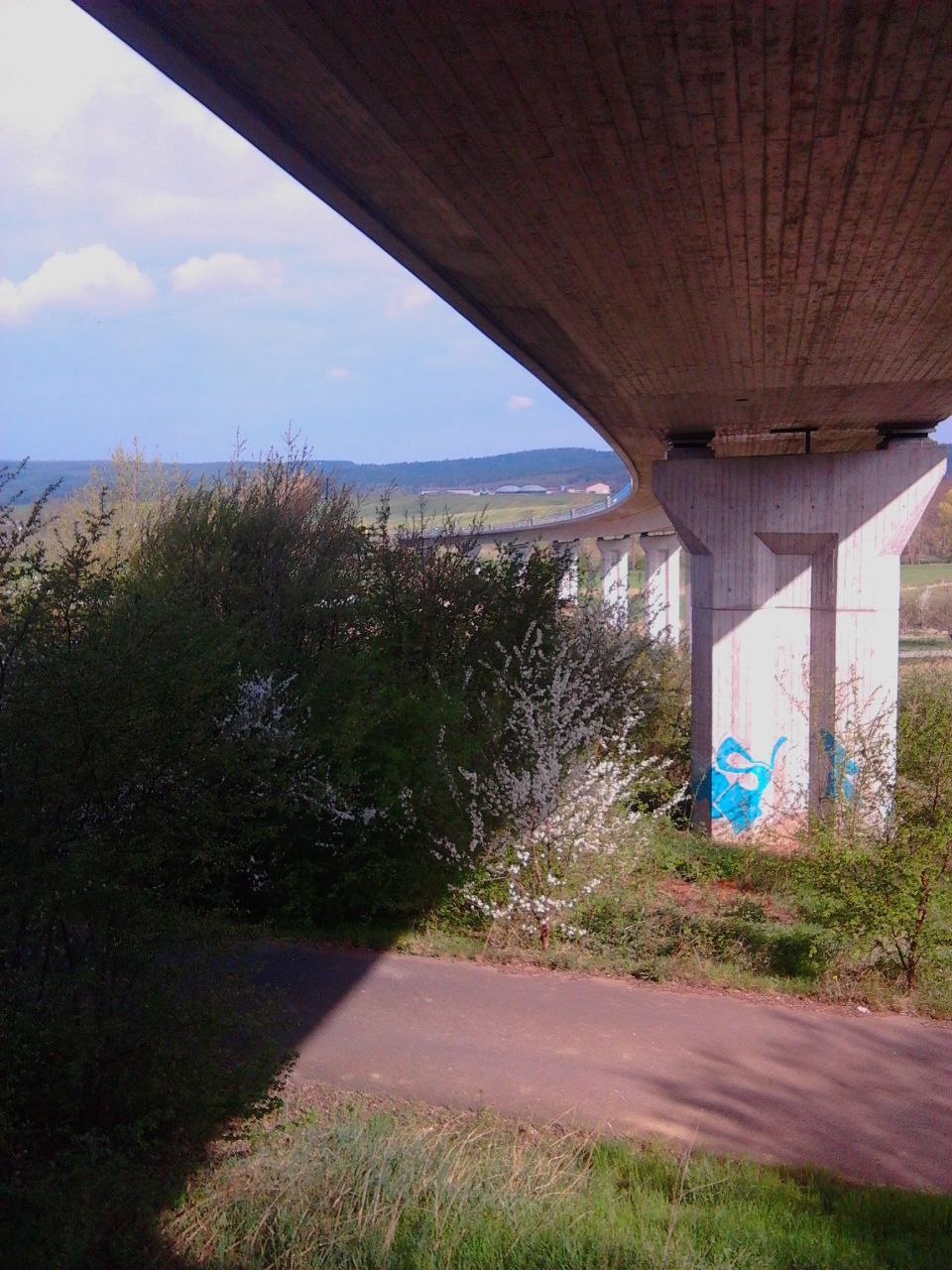
Unterhalb der Orlatalbrücke in Richtung Nordwesten.

Die Orlatalbrücke ist eine Brücke westlich der Stadt Neustadt an der Orla im thüringischen Saale-Orla-Kreis. Sie befindet sich komplett in der Gemarkung Neustadt an der Orla und ist Teil der Ortsumgehung dieser Stadt. Über sie verläuft die Bundesstraße 281, die hier zu einer kreuzungsfreien Kraftfahrstraße ausgebaut ist.
Die Brücke wurde ab Oktober 1997 gebaut und im September 1999 fertiggestellt. Sie wurde, wie die gesamte Ortsumgehung, am 2. November 2000 dem Verkehr übergeben. Auftraggeber für den Bau war der Freistaat Thüringen bzw. das Straßenbauamt Gera.
Die Brücke ist mit 427 Metern Länge das größte Bauwerk der Neustädter Ortsumgehung. Eine andere große Brücke, die im Zuge des Baus der Umgehungsstraße errichtet wurde, ist die Schlossmühlentalbrücke.
Bezüglich der Bauweise findet man bei der Orlatalbrücke einen elffeldrigen parallelgurtigen Hohlkastenträgerbau auf zehn Stahlbetonpfeilern mit zwei Widerlagern vor. Es handelt sich also um eine Spannbetonhohlkastenbrücke. Es wurden aufgrund des Brückenquerschnitts und der Bauhöhe Einzelpfeiler mit Anvoutung am Pfeilerkopf verwendet.
Die Brücke überspannt aus Richtung Saalfeld/Pößneck kommend den Radweg von Neustadt nach Neunhofen, die Verbindungsstraße zwischen selbigen Orten und die Bahnstrecke Leipzig – Probstzella sowie den Fußweg zwischen der Siedlung Meilitzer Straße und Neunhofen. Unweit der Brücke befindet sich die örtliche Kläranlage (in Betrieb seit 1999).
Im Anschluss an diese Brücke steigt das Gelände in Richtung Gera um sechs Prozent an. Ohne diese Brücke wäre der dortige Anstieg um einige Prozent höher.

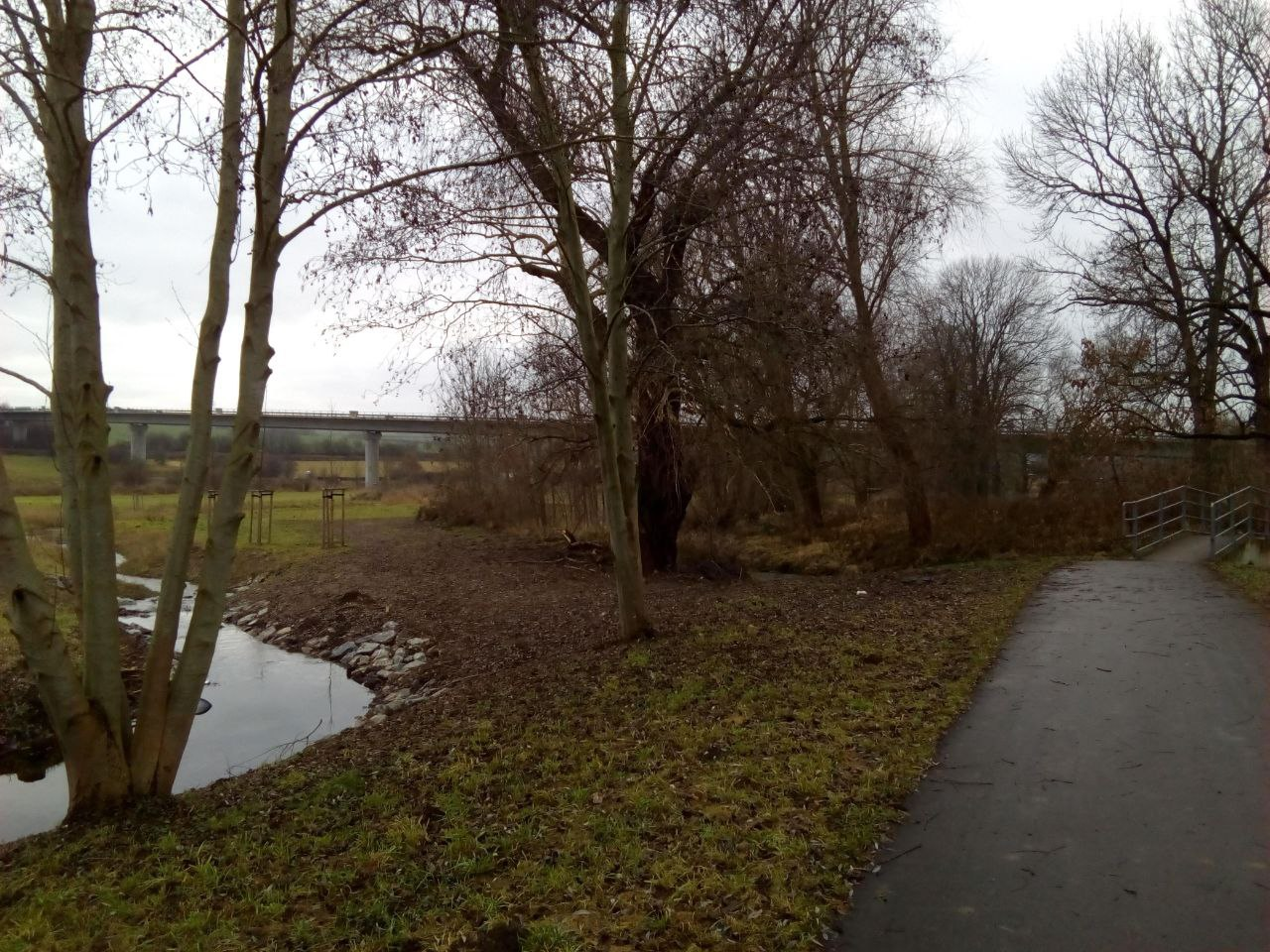
Die Orlatalbrücke vom Radweg zwischen Neustadt an der Orla und Neunhofen aus in Richtung Südwesten gesehen.